# Озгур (Кара-Сууский район)
Озгур (кирг. Өзгүр) — село в Кара-Сууском районе Ошской области Кыргызстана. Входит в состав Телейкенского айылного аймака.

## География
Село расположено в северо-западной части области, на правом берегу реки Ак-Буура, на расстоянии приблизительно 26 километров (по прямой) к юго-юго-западу от города Кара-Суу, административного центра района. Абсолютная высота — 1081 метр над уровнем моря.

## Население
Согласно оценочным данным Национального статистического комитета Кыргызской Республики, численность населения села на начало 2023 года составляла 2402 человека.
| год     | 2009 | 2014 | 2015 | 2020 | 2021 | 2023 |
| ------- | ---- | ---- | ---- | ---- | ---- | ---- |
| человек | 1651 | 1869 | 1906 | 2239 | 2304 | 2402 |